# Турчели
Турчели (понякога Тусчели, на гръцки: Θρακικό, Тракико, катаревуса Θρακικόν, Тракикон, до 1927 Τουρτσελή, Турцели) е село в Гърция, Егейска Македония, дем Синтика на област Централна Македония. Селото има 122 жители според преброяването от 2001 година.

## География
Селото е разположено в южното подножието на Беласица, на север от Бутковското езеро (Керкини), на 8 километра източно от Ветрен (Нео Петрици). На практика е слято със село Рамна (Омало).

## История
В „Етнография на вилаетите Адрианопол, Монастир и Салоника“, издадена в Константинопол в 1878 година и отразяваща статистиката на населението от 1873 година, Тусчили (Toustchili) е посочено като селище в Сярска каза с 86 домакинства, като жителите му са 208 мюсюлмани.
В 1891 година Георги Стрезов пише за селото:
| „ | Тузчели, на З от Джумая, оттатък Струма до езерото. Почва богата; местоположение на равно поле, което напоява със своите изливания Струма. Околното поле, което също тъй се казва „Тузчели“, страда много от наводнения: Струма често менява матката си, та прави опустошения. 70 къщи турски. И името на селото е турско и значи „Солно“ ето защо. Едно местно предание разправя как във време оно до тук било морето, та селото било на брега и изкарвало сол. И сега показват на един вековен дъб, на който има железна халка; о нея връзвали корабите. Това предание предавам само за любопитство. Най-вероятно тълкувание, що може да му се даде, е, че в неотколешно време тук са добивали някак сол. | “ |

В 1913 година селото попада в Гърция. Жителите му се изселват и на тяхно място са заселени гърци бежанци от Тракия. В 1927 година селото е прекръстено на Тракико, в превод тракийско. Според преброяването от 1928 година Турчели е чисто бежанско село с 54 бежански семейства с 234 души.